# 紙ふうせん (曲)
「紙ふうせん」（かみふうせん）は、2003年4月23日に発売されたあさみちゆきのデビュー・シングル。

## 収録
1. 紙ふうせん (4分27秒)
作詞：田久保真見／作曲：杉本眞人／編曲：川口真
2. 本牧ららばい (4分35秒)
作詞：田久保真見／作曲：杉本眞人／編曲：川口真
3. 紙ふうせん（オリジナル・カラオケ） (4分27秒)
作曲：杉本眞人／編曲：川口真
4. 本牧ららばい（オリジナル・カラオケ） (4分31秒)
作曲：杉本眞人／編曲：川口真